# اعتراضات دانشجویی ۱۳۸۲ ایران
اعتراضات دانشجویی ایران (۱۳۸۲)، مجموعه‌ای از تجمعات سراسری و اعتراضات دانشجویی در ایران علیه رئیس‌جمهور، سید محمد خاتمی بود که در آن، دانشجویان، خواستار اصلاحات لیبرال دموکراتیک و اجرای عدالت در مورد مرگ دانشجویان در حمله به کوی دانشگاه تهران در سال ۱۳۷۸ شدند.
تظاهرات گسترده و اعتصابات سراسری برای نخستین بار در ۲۲ خرداد آغاز شد، زمانی که تظاهرات‌کنندگان ضدحکومتی، شعارهایی علیه رئیس‌جمهور، سید محمد خاتمی و دولت او سر دادند. موج تظاهرات مردمی و پرهرج‌ومرج به خشن‌ترین و بزرگ‌ترین تظاهرات از سال ۱۳۷۸ تبدیل شد. خواسته معترضان خواسته، یک دولت لیبرال دموکراتیک و برگزاری انتخابات جدید بود. تظاهرات خیابانی به خشونت ختم شد زیرا شورش در تهران، به آبادان نیز گسترش یافت و معلمان نیز شروع به تجمع کردند. تظاهرات دانشجویی شامل لابی‌گری، غارت و اعتصاب بود. تظاهرات توده‌ای، تقویت و دمیده شد و توجه بین‌المللی را به خود جلب کرد. معترضان همچنین خواستار دموکراسی، پایان دادن به خشونت پلیس، مهار بیکاری و فقر، آزادی بیان و حقوق آزاد، رسانه‌های مستقل و آموزش رایگان دانشجویان شدند. اعتراضات هر روز ادامه یافت و باعث شد سپاه پاسداران انقلاب اسلامی برای متفرق کردن معترضان اعزام شود. معترضان با سردادن شعارهای ضدفساد در تظاهرات مسالمت‌آمیز راهپیمایان، با پلیس در بندر ماهشهر، جایی که محل‌های تظاهرات واقع شد و همچنین قم، درگیر شدند. پلیس با استفاده از گلوله‌های جنگی و لاستیکی برای متفرق کردن معترضان، سرکوب نافرمانی مدنی و خیزش غیرخشونت‌آمیز آنان مقابله کرد. نیروهای امنیتی موفق شدند با استفاده از تاکتیک‌های خشونت‌آمیز، قیام توده‌ای را سرکوب کنند. در تظاهرات خیابانی فزاینده معلمان و کارگران، به تدریج، خواسته‌های بیشتری به رئیس‌جمهور، سید محمد خاتمی مطرح شد. تظاهرات ابتدا پس از طرح‌های جدید برای خصوصی‌سازی دانشگاه‌ها توسط هزاران غیرنظامی و شهروندان، عمدتاً جوانان، آغاز شد و سپس به تظاهرات‌های مداوم ضدحکومتی مبدل شد که خواستار سرنگونی حکومت بودند. این اعتراضات ضدحکومتی، بزرگ‌ترین اعتراضات از سال ۱۳۷۸ بود، اما اعتراضات توسط نیروهای امنیتی، سرکوب شد.